# مكتبة ملليت

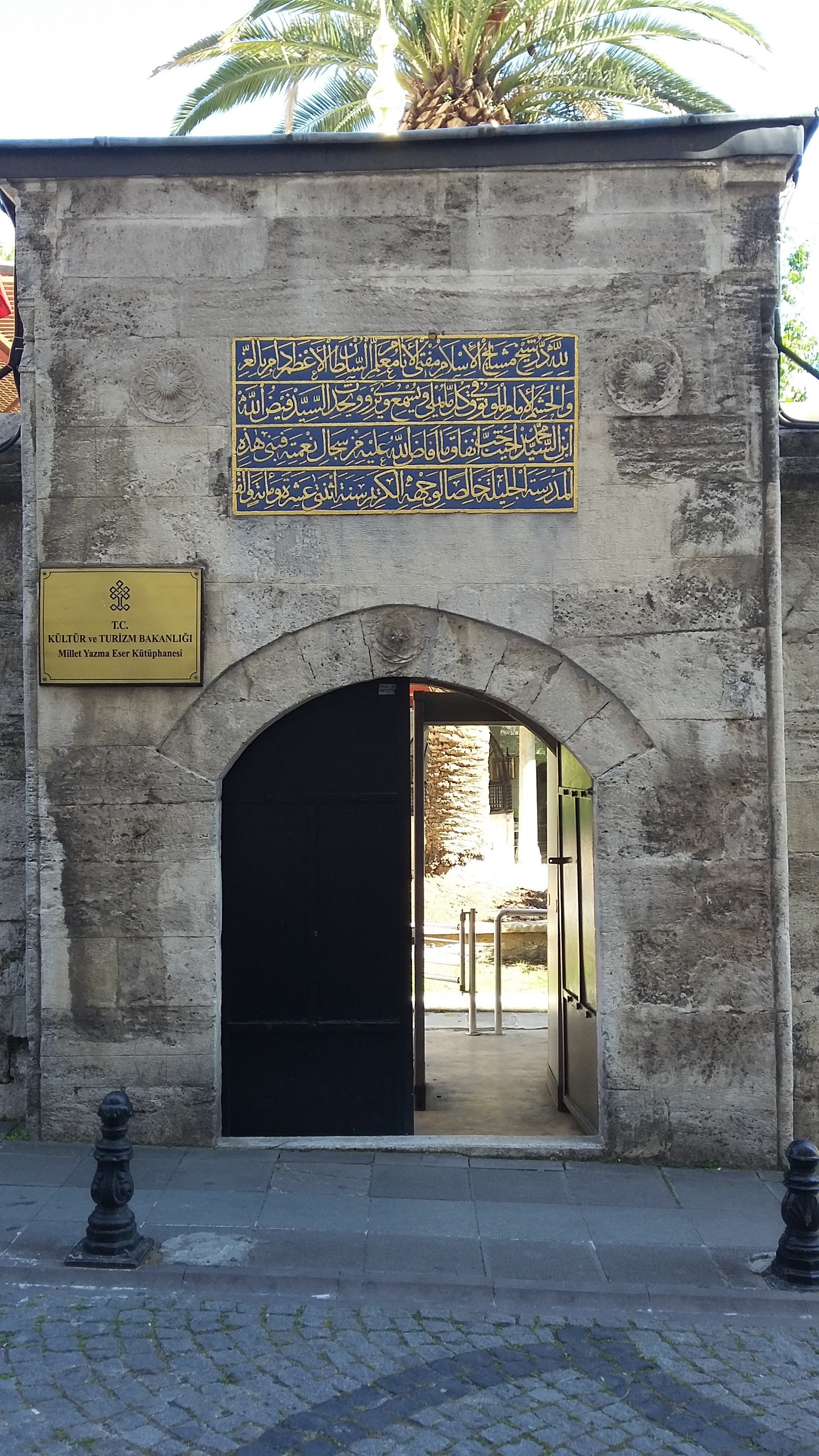
مكتبة ملليت

مكتبة ملليت أو مكتبة الشعب (بالتركية: Millet Kütüphanesi)‏ هي مكتبة تقع في إسطنبول.
أسس شيخ الإسلام السيد فيض الله افندي المكتبة سنة 1112 هـ (1700-1701).